# Brookville Township (Illinois)
Die Brookville Township ist eine von 24 Townships im Ogle County im Norden des US-amerikanischen Bundesstaates Illinois.

## Geografie
Die Brookville liegt im Norden von Illinois rund 50 km südlich der Grenze zu Wisconsin. Der Mississippi, der die Grenze zu Iowa bildet, befindet sich rund 40 km westlich.
Die Brookville Township liegt auf 42°04′17″ nördlicher Breite und 89°39′10″ westlicher Länge und erstreckt sich über 46,61 km².
Die Brookville Township liegt im Westen des Ogle County und grenzt im Westen an das Carroll County. Innerhalb des Ogle County grenzt die Brookville Township im Norden an die Forreston Township, im Osten an die Lincoln Township, im Südosten an die Buffalo Township und im Süden an die Eagle Point Township.

## Verkehr
Durch den Südwesten der Township führt der U.S. Highway 52. Nördlich davon verläuft in West-Ost-Richtung die Illinois State Route 64. Alle weiteren Straßen sind County Highways sowie weiter untergeordnete und zum Teil unbefestigte Fahrwege.
Der nächstgelegene Flugplatz ist der rund 20 km östlich der Township gelegene Ogle County Airport bei Mount Morris.

## Bevölkerung
Bei der Volkszählung im Jahr 2010 hatte die Township 241 Einwohner. Neben Streubesiedlung gibt es mit Brookville nur eine gemeindefreie Siedlung.